# Gunnar Ekberg
Sven Gunnar Ekberg, född 4 januari 1945, är en tidigare svensk underrättelseagent som arbetade för den militära organisationen IB. Han utpekades som agent i samband med IB-affären 1973. Om sina tio år som agent har han skrivit en självbiografi. Han arbetade bland annat som infiltratör i FNL-gruppen i Göteborg, i Palestinagrupperna, i KFML och i den palestinska motståndsgruppen PFLP.

## Biografi
Ekberg var sportdykare och blev, efter att han dykt i Öresund på en nyligen sjunken sovjetisk trålare 1964, kontaktad av försvarets underrättelsetjänst (senare IB) som han då hjälpte genom att tömma båten på handlingar och elektronik. Han gjorde sedan militärtjänst som röjdykare inom kustartilleriet i Karlskrona och Vaxholm. Han behöll kontakten med IB och utförde en del mindre uppdrag innan han 1968 på IB:s uppdrag skickades in i FNL-rörelsen i Göteborg, blev medlem i KFML och 1969 var med om att grunda en solidaritetsgrupp för Palestina i Göteborg. Han tog sig i januari 1969 tillsammans med sin chef Bo Anstrin in i FNL-gruppernas lokal i Göteborg för att fotografera dokument.

I en rapport till IB skrev Ekberg:
| ”               | Palestinakomittén kommer att få en smärtsam födelse. Tror nog att jag skall göra allt för att den skall få vind i seglen så den så snart som möjligt går ut och gör så grova propagandanummer som möjligt (helst flaggbränning). På så sätt kommer den säkert att bli impopulär hos den breda allmänheten som jag inte tror har glömt antisemitismen för 25 år sedan. Det skall bli intressant att se vad som kommer att hända under Israeliska veckan. | „ |
| – Gunnar Ekberg | |   |

Syftet med uppdraget i Göteborg var att få kontakter med KGB, men arbetet kom att utvecklas mot Mellanöstern. Ekberg utförde två bombhot mot flygplan under tiden i Göteborg. Dessa ska enligt Ekberg ha genomförts som inträdesprov till den militanta grupperingen PFLP. Det var också efter dessa händelser som Ekberg gavs möjlighet att träffa en av PFLP:s grundare, Wadie Haddad, vid ett flertal tillfällen. Säkerhetspolisen lät senare utreda bombhoten och förhörde personer som pekats ut som beställare av handlingen. Vittnesmålen från anmälarsidan var dock så motstridiga att ärendet till slut lades ner i brist på bevis.   
Efter rekommendation av PFLP:s kontaktperson i Sverige, Staffan Beckman, reste Ekberg tillsammans med andra svenskar inom Palestinagrupperna till Jordanien 1969, och de besökte bland annat PFLP:s och Al Fatah:s träningsläger. Efter hand fick han större insyn i PFLP i Libanon, dit verksamheten flyttades efter att de beväpnade palestinska grupperna hade körts ut från Jordanien i samband med händelserna under Svarta september. Kontakterna ledde till intimt samarbete med PFLP:s operationschef Wadie Haddad, ansvarig för ett flertal uppmärksammade terroraktioner mot civila mål under 60- och 70-talen. Därigenom lyckades han, enligt honom själv, sabotera ett terrordåd mot ett kryssningsfartyg med 250 amerikanska turister, Sounion, genom att information vidarebefordrades till Mossad. I stället för att sjunka ute på det öppna havet, sjönk fartyget vid kaj i Beiruts hamn på grunt vatten. Vid attentatet fanns passagerare ombord men ingen omkom.
Händelsen i Beiruts hamn beskrivs utförligt i Ekbergs memoarer från 2009, men nämndes också i en debattväxling i Dagens Nyheter 2003 efter att Säkerhetstjänstkommissionen lagt fram sitt betänkande. En av de forskare som tillåtits att se valda delar ur Säpos arkiv var Ulf Bjereld, professor i statsvetenskap. I hans rapport "Övervakningen av den svenska Palestinarörelsen 1965-1980" och även på DN Debatt 2003 gick Bjereld till hård attack mot Ekberg. Bjereld framhävde att han inte funnit något underlag hos Säpo som visade att Ekberg hade räddat liv. Det är dock långt ifrån givet att Säpo skulle inneha detaljerad information om ett terrorattentat i Mellanöstern. Än mindre är det givet att Bjereld, som tidigare varit medlem i Kpml(r), skulle ges fri tillgång till Säpos arkiv. Det bör också påpekas att de enskilda forskarna som kopplades till Säkerhetstjänstkommissionen enligt kommittédirektiven 1999:26 var under straffansvar. De var förbjudna att beröra saker som berörde främmande makt och utrikes händelser. Således hade Bjereld bara laglig rätt att beröra eller bekräfta information ur Säpos arkiv som handlade om inrikes förhållanden i Sverige.    
Ekberg har varit med om att grunda Föreningen Sveriges Öga och Öra, vars uppgift är att främja forskning och studier i underrättelse- och säkerhetstjänsternas historia. Hösten 2009 gav Ekberg ut boken De ska ju ändå dö, som behandlar hans år som agent i IB:s tjänst. I boken skrev han att Arne Lemberg hade berättat för honom att Jan Guillou hade blivit kontaktad av KGB-mannen Jevgennij Gergel på restaurang Tennstopet i Stockholm. Lemberg berättade även om kontakterna för Säpo.